# Cassiope selaginoides
Cassiope selaginoides är en ljungväxtart som beskrevs av Joseph Dalton Hooker och Thomson. Cassiope selaginoides ingår i släktet kantljungssläktet, och familjen ljungväxter. Inga underarter finns listade i Catalogue of Life.

## Bildgalleri

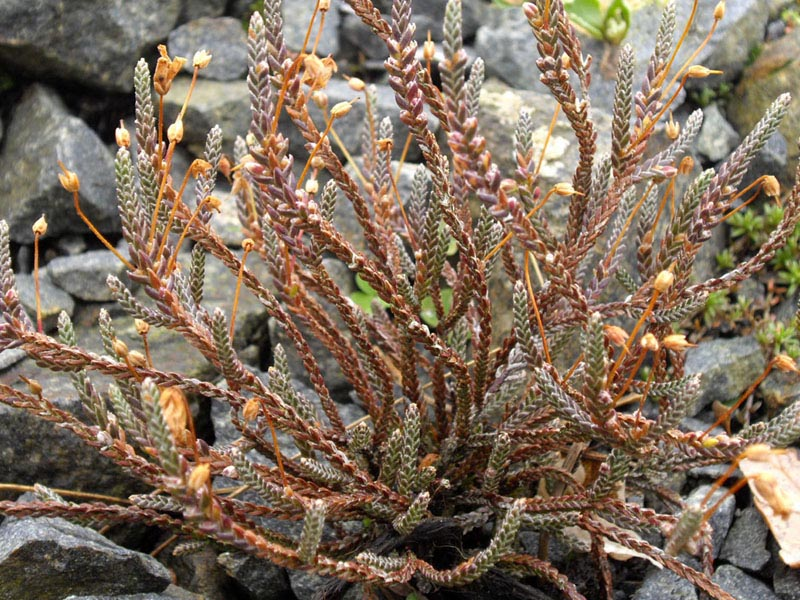
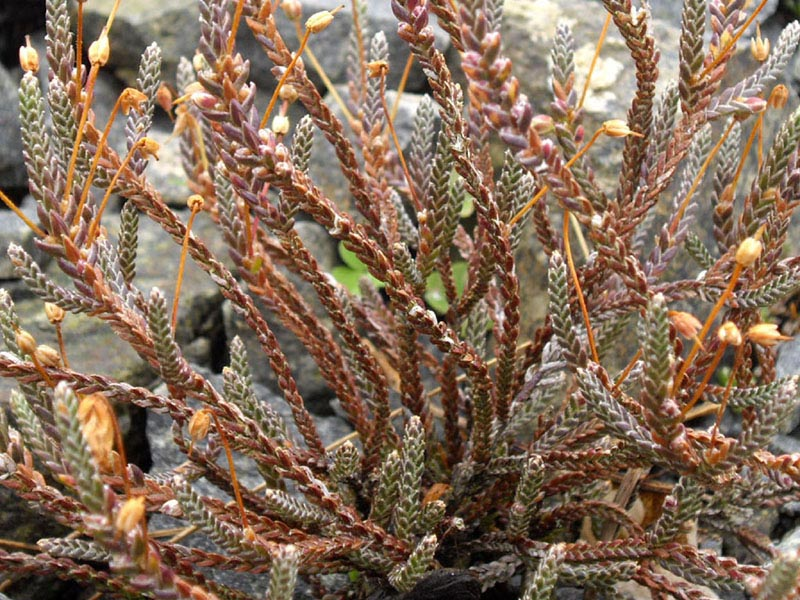
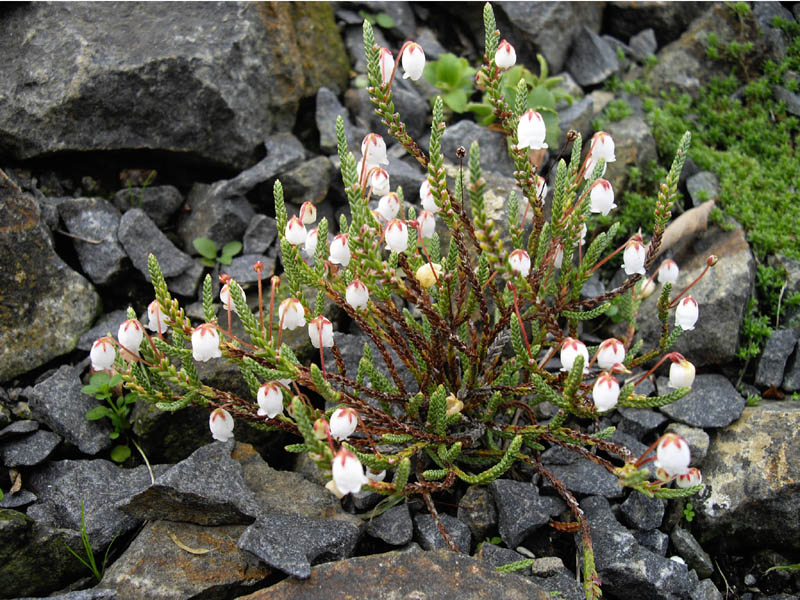
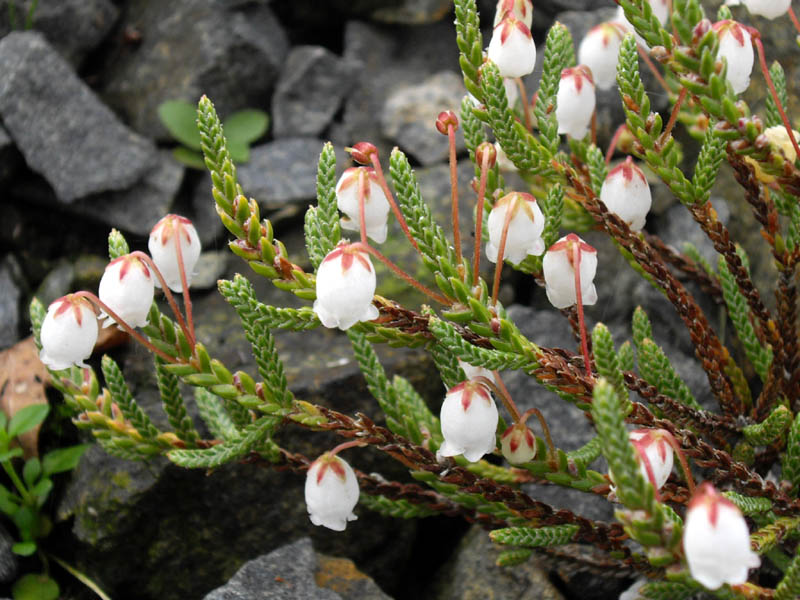